# 姆溫塞
10°23′4″S 28°41′52″E / 10.38444°S 28.69778°E
姆溫塞（Mwense），是贊比亞的城鎮，位於該國北部，由盧阿普拉省負責管轄，是姆溫塞縣的首府，海拔高度947米，主要農作物有玉米、木薯、豆類、向日葵、花生、茶葉、咖啡、棉花和水果，2010年人口61,446。